# Quempas
Der Quempas ist eine frühneuzeitliche Zusammenstellung von drei lateinischen Weihnachtsliedern, nämlich Quem pastores laudavere und Nunc angelorum gloria, zu denen eine Erweiterung („Tropus“) auf die Melodie von Resonet in laudibus tritt.

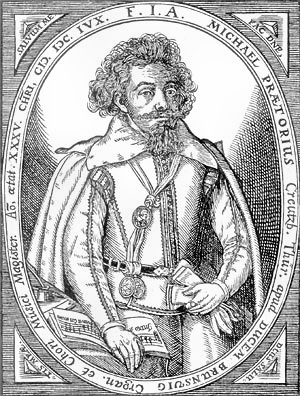
Auf die musikalischen Überlieferungen von Michael Praetorius gründet das heutige Quempas-Singen

Beim Wort „Quempas“ handelt es sich um eine für das Lateinische eigentlich unübliche Zusammenziehung und Abkürzung der beiden ersten Worte von „Quem pastores laudavere“.

## Geschichte
Die ältesten Quellen, darunter die Hohenfurter Handschrift Ms. 28, stammen aus dem 15. Jahrhundert; die einzelnen Lieder dürften älter sein, ebenso wohl auch der Brauch, dass in weihnachtlichen Gottesdiensten (Christmette, Christvesper oder Messe am Weihnachtstag) das erste Lied (manchmal auch das zweite) zeilenweise im Wechsel durch Schüler (solistisch und einstimmig) oder Schülerchöre (auch mehrstimmig) gesungen wurde, die in allen vier Ecken der Kirche aufgestellt waren („Der Quempas geht um“).
Seit dem 16. Jahrhundert sind deutsche Fassungen belegt, am bekanntesten wurde diejenige bei Michael Praetorius, Musae Sioniae 1607, mit dem deutschen Text „Den die Hirten lobeten sehre“ von Matthäus Ludecus und „Heut sein die lieben Engelein“ von Nikolaus Herman. In dieser Fassung werden die beiden Lieder strophenweise abwechselnd gesungen, jeweils gefolgt vom Tropus.
Der Brauch des Quempas-Singens schloss außer der ursprünglichen Liedkombination auch weitere Lieder ein und war an vielen Orten ein fester Bestandteil des Weihnachtsbrauchtums, sowohl im Gottesdienst als auch auf Straßen und Plätzen.
Heute wird das Quempas-Singen, regional unterschiedlich, zumeist nicht mehr am Weihnachtsmorgen, sondern an einem Samstagabend oder Sonntagmorgen in der späten Adventszeit ausgeführt. Im Erzgebirge hat sich der Brauch des „Umsingens“ in der Christmette am Weihnachtsmorgen noch erhalten. In einigen Dörfern sind die jeweils eigenen überlieferten Melodien teilweise aus dem 17. und 18. Jahrhundert bis heute erhalten geblieben.
Über den erzgebirgischen Komponisten Rudolf Mauersberger (1889–1971) fand diese Tradition auch Eingang in die Liturgie der Christmette und Christvesper des Dresdner Kreuzchors.
1930 gaben Wilhelm Thomas und Konrad Ameln eine Sammlung alter Weihnachtslieder unter dem Titel Das Quempas-Heft heraus (Bärenreiter-Verlag, Kassel, künstlerisch ausgestaltet von Helmuth Uhrig) und regten damit das Quempas-Singen neu an.

## Originaltext
Im folgenden vollständigen Text sind die drei unterschiedlichen Liedquellen durch Einrückung kenntlich gemacht.
| Lateinischer Text Quem pastores laudavere, Quibus angeli dixere: Absit vobis iam timere, Natus est, Rex gloriae. Nunc angelorum gloria hominibus Resplenduit in mundo, Novi partus gaudia virgo Mater produxit, Et Sol verus in tenebris illuxit; Christus, natus hodie ex virgine, Sine virili semine est natus Rex. Ad quem magi ambulabant, Aurum, thus, myrrham portabant, Immolabant haec sincere Leoni victoriae. Culpae datur hodie remissio; Laetetur homo reus. Lux de caelo claruit pace jam reparata, Et genitrix permansit illibata. Christus, natus hodie ex virgine, Sine virili semine est natus Rex. Et exsultemus cum Maria, in caelesti hierarchia, natum promant voce pia, dulci cum melodia. Magnum nomen Domini, Emanuel, Quod est: nobiscum Deus, Redemptori Domino redempti jubilemus; Hic est dies et annus jubilaeus. Pueri, concinnite et psallite, Voce pia dicite et plaudite. Christo Regi Deo nato, Per Mariam nobis dato, Merito resonet vere Laus, honor et gloria. Pastores palam dicite in Bethlehem, qui genuit Maria. Laus, honor et gloria sit Deo in excelsis, hominibus pax bonae voluntatis. Sion lauda Dominum cum plausibus salvatorem hominum in saecula. | Deutscher Text Den die Hirten lobeten sehre und die Engel noch viel mehre, fürcht’ euch fürbaß nimmermehre, euch ist geborn ein König der Ehrn. Heut sein die lieben Engelein in hellem Schein erschienen bei der Nachte den Hirten, die ihr’ Schäfelein bei Mondenschein im weiten Feld bewachten. „Große Freud und gute Mär wolln wir euch offenbaren, die euch und aller Welt soll widerfahren.“ Gottes Sohn ist Mensch geborn, ist Mensch geborn, hat versöhnt des Vaters Zorn, des Vaters Zorn. Zu dem die Könige kamen geritten, Gold, Weihrauch, Myrrhen bracht'n sie mitte. Sie fieln nieder auf ihr Kniee: Gelobet seist du, Herr, allhie. „Sein’ Sohn die göttlich Majestät euch geben hat, ein’ Menschen lassen werden. Ein Jungfrau ihn geboren hat in Davids Stadt, da ihr ihn finden werdet liegend in eim Krippelein nackend, bloß und elende, dass er all euer Elend von euch wende.“ Gottes Sohn ist Mensch geborn, ist Mensch geborn, hat versöhnt des Vaters Zorn, des Vaters Zorn. Freut euch heute mit Maria in der himmlischen Hierarchia, da die Engel singen all in dem Himmel hoch mit Schall. Danach sangen die Engelein: „Gebt Gott allein im Himmel Preis und Ehre. Groß Friede wird auf Erden sein, des solln sich freun die Menschen alle sehre und ein Wohlgefallen han: Der Heiland ist gekommen, hat euch zugut das Fleisch an sich genommen.“ Gottes Sohn ist Mensch geborn, ist Mensch geborn, hat versöhnt des Vaters Zorn, des Vaters Zorn. Lobt, ihr Menschen alle gleiche, Gottes Sohn, vom Himmelreiche; dem gebt jetzt und immer mehre Lob und Preis und Dank und Ehr. Die Hirten sprachen: „Nun wohlan, so laßt uns gahn und diese Ding erfahren, die uns der Herr hat kundgetan; das Vieh laßt stahn, er wirds indes bewahren.“ Da fand’n sie das Kindelein in Tüchelein gehüllet, das alle Welt mit seiner Gnad erfüllet. Gottes Sohn ist Mensch geborn, ist Mensch geborn, hat versöhnt des Vaters Zorn, des Vaters Zorn. | Wörtliche Übersetzung Er, den die Hirten lobten, denen die Engel sagten: „Fürchtet euch nicht!“, er ist geboren, der König der Herrlichkeit. Nun ist der Glanz der Engel den Menschen aufgestrahlt auf Erden. Die Freuden der neuartigen Geburt hat die Jungfrau-Mutter hervorgebracht. Und die wahre Sonne leuchtete auf in der Finsternis. Christus, heute aus der Jungfrau geboren ohne Mannessamen, ist geboren als König. Zu ihm zogen die Weisen, Gold, Weihrauch und Myrrhe brachten sie und opferten sie von Herzen dem Siegeslöwen. Heute wird Vergebung der Schuld gewährt. Es freue sich der Sünder! Licht vom Himmel erstrahlte, da der Friede schon wiederhergestellt war, und die Mutter blieb unversehrt. Christus, heute aus der Jungfrau geboren ohne Mannessamen, ist geboren als König. Groß ist der Name des Herrn Immanuel, das bedeutet: Mit uns ist Gott. Dem Herrn, dem Erlöser, lasst uns als Erlöste zujubeln. Dies ist der Tag und das Gnadenjahr. Knaben, schallt und singt, mit frommer Stimme verkündet und preist! Christus, dem neugeborenen König und Gott, uns durch Maria gegeben, erschalle wahrhaft und würdig Lob, Ehre und Ruhm. |

## Sonstige Medien
- Wolfgang Schneider, Torsten Seegert: Pommersche Weihnacht – Rückblick & Wiederentdeckung in einer besinnlichen Zeit, mit der Film-DVD Rummelsburger Quempas. Heimat-Bild-Verlag, Gifhorn 2012, ISBN 978-3-942926-17-1.